# Dyvekeskolen
Dyvekeskolen er en københavnsk folkeskole på Amager beliggende mellem Englandsvej og Røde Mellemvej. Skolen er opkaldt efter Christian d. 2.’s kæreste som hed Dyveke. Folkeskolen består af børnehave-klasse til og med 6. klassetrin, som enten er to, tre eller firesporet med i alt godt 517 elever i 2020. Der eksisterer en specialklasserække (1.-10. klasse) for børn med generelle indlæringsvanskeligheder. Der er fire fritidshjem tilknyttet skolen; Troldehytte, Remisevænget, Labyrinten og Dyveke (specialfritidshjem). Skolen beskæftiger godt 63 lærere og 5 børnehaveklasseledere. Her til kommer desuden 2 pedeller.
Dyveke skolen blev ombygget for 6 år siden at Kant arkitekter. Ombygningen blev kåret som årets skolebyggeri 2014.

## Bygninger og faciliteter
Skolens bygninger og faciliteter blev opført i perioden 1968-1972, hvorefter de blev ombygget og udvidet i perioden 1998-2000 – bl.a. tilbygningen Sneglen i skolens sydøstlige del. Skolen er opbygget omkring tre store grønne atriumgårde  og omgivet af grønne områder eller haver på tre af bygningens sider, med Sundby Idrætspark i øst. Dyvekeskolen er inddelt i fire tydeligt afgrænsede gange, hvis områder huser fire specielt byggede afdelinger til elever i henholdsvis indskolingen (0. – 3. klasse), specialklasserækken, mellemtrinet (4. – 6. klasse) og udskolingen (7. – 9. klasse), som hver har et fællesrum med en række computere. Skolen huser store faglokaler, store og mindre idrætssale og skolebibliotek, som er placeret i direkte forbindelse med folkebiblioteket Biblioteket i Solvang Centret. I 2007 fik skolen en gruppe nye naturfaglige lokaler .
Skolen stiller endvidere sine kælderfaciliteter og de grønne områder vest for skolen til rådighed for en bueskydningsklub.

## Skolens navngivning
Dyvekeskolen er navngivet efter den danske konge Christian 2.s elskerinde, Dyveke Sigbrittsdatter (ca. 1490-1517), hvilket skulle være ganske unikt blandt navne til skoler . Dyveke var datter af en hollandsk familie. Hun flyttede med moderen, Sigbrit Willoms, til København i 1513, da Christian blev konge over Danmark. Kongen og hendes mor inviterede hollandske bønder til Amager, som dengang var et stort stykke agerland tæt på København, hvor de lærte danskerne om dyrkning af grønsager.
Dyvekeskolens emblem reflekterer betydningens bag Dyvekes navn, "lille due".

## Ekstern henvisning
- Dyvekeskolens officielle hjemmeside Arkiveret 21. juni 2007 hos  Wayback Machine